# Brodinski
Louis Rogé (né le 13 juin 1987 à Reims), plus connu sous le nom de scène Brodinski, est un platiniste, compositeur et producteur de musique électronique français.

## Biographie

### 2007-2011: premiers pas et éclosion
Il commence à écouter de la musique lorsqu'il est encore au lycée et se prend de passion pour l’art des DJ. Ses principaux modèles sont alors Damian Lazarus, Ivan Smagghe, 2 Many DJ’s, ou Andrew Weatherall. Rapidement, il produit son premier titre, « Bad Runner », aux côtés de Yuksek qui est sorti sur le label suisse Mental Groove. Il fait ses premières scènes en tant que DJ et a l’opportunité de publier une série de remixs d’artistes comme Klaxons ou Bonde do Rolê. 
Fin 2007, Brodinski participe à Gand, à la grand fête Soulwax Mas organisée, comme chaque année à Noël, par le groupe Soulwax aux côtés d'autres artistes comme Boyz Noize, Crookers ou Tiga.
Peu après il sort l’EP Oblivion sur le label turbo et produit une compilation intitulée "Suck My Deck" pour la soirée techno londonienne “Bugged Out”. Il devient aussi résident des fêtes Panik de l’Elysée Montmartre, à Paris. Il embarque ensuite pour sa première tournée en tant que DJ, de la Belgique à l’Angleterre jusqu’à Los Angeles, partageant l'affiche avec des artistes comme Erol Alkan.
À la fin des années 2000, il devient le résident principal de la discothèque social club de la rue Montmartre à Paris et aime de plus en plus passer d’un genre de musique à l’autre, notamment entre rap et techno.
Parallèlement, le DJ s’investit dans plusieurs projets. Associé à DJ Orgasmic, il produit la compilation Best of Everything qui marie le rap et la techno. Aux côtés de la moitié du duo The Shoes, Guillaume Brière, il forme le duo éphémère Gucci Vump qui s’applique à composer des mixs basés sur le rap américain. 
Brodinski est régulièrement appelé à jouer dans des festivals à travers le monde. On le retrouve ainsi à Melbourne pour le Parklife, à Londres du côté de Lovebox, ou bien encore au Sonar de Barcelone où il est très régulièrement invité.
C’est au cours de l’une de ses nombreuses tournées que Brodinski fait la rencontre de DJ Mehdi et y trouve un véritable mentor. Au Social Club toujours, DJ Mehdi et Brodinski animent régulièrement une soirée baptisée "Mardi McFly".

### 2012-2016: Bromance Records et premier album
Très affecté par le décès soudain de DJ Mehdi en septembre 2011, Brodinski lance le label Bromance, en collaboration avec Manu Barron et Guillaume Berg, dont il est à la fois producteur et directeur artistique. Bromance incarne l’esprit de Brodinski, son goût pour les découvertes sans se soucier des catégories, l’importance des liens humains et un fonctionnement instinctif guidé par les rencontres. 
À la fin de l’année 2011 le label publie régulièrement de nouveaux artistes, parmi lesquels Gesaffelstein, Club Cheval, Panteros666 et Louisahhh mais qui vont se développer outre-Atlantique et de manière internationale. Le catalogue du label compte ainsi la présence du rappeur de Detroit Danny Brown et des producteurs canadiens Kaytranada et Illangelo. 
En 2013, Kanye West fait appel à Brodinski ainsi que Gesaffelstein pour participer à l’enregistrement de son nouvel album, Yeezus. Les deux artistes de Bromance co-produisent deux morceaux du disque, Black Skinhead et “Send It Up”. Dans le même temps, Brodinski développe ses collaborations. En studio, il retrouve le rappeur new-yorkais Theophilus London et Shy Glizzy.
Brodinski travaille sur un premier album : Brava. Sorti au début de l’année 2015, cet album marque l’intérêt de Brodinski pour la ville d’Atlanta et sa culture rap. Il contient notamment des collaborations avec Bloody Jay, Young Scooter et Peewee Longway.
Après la sortie de son premier album, Brodinski engage sous l’étendard Bromance de jeunes producteurs Français comme Ikaz Boi, 8tm, et Myth Syzer et les associe à des artistes américains. À la fin de l’année 2016 et le début de l’année 2017 ont lieu deux sorties, les projets Young Slime Season et  Sour Patch Kid. On note sur le second disque la présence de 21 Savage.

### 2016-présent: fin de Bromance Records et orientation Hip-Hop
Brodinski met un terme à son label Bromance. En 2017, il partage son temps entre Paris et Atlanta. Il rencontre de nombreux artistes et sort plusieurs projets comme l’EP "Brain Disorder", "The Matrix" en collaboration avec le rappeur Hoodrich Pablo Juan, ou "The Graduation" le premier EP de Lil Reek, un rappeur qu’il a découvert à Atlanta et qu’il a pris sous son aile. Brodinski se lance dans une nouvelle tournée des clubs sur le continent nord-américain.
Brodinski continue à collaborer avec une série de jeunes artistes.
En 2019, Brodinski produit de nouveaux morceaux pour les rappeurs 645AR, Reddo, Hell Kell ou Ola Playa. Brodinski sort le projet "Evil World" en partenariat avec le label new-yorkais Cinematic ou il invite une cohorte de rappeurs issus d’Amérique, parmi lesquels Xanman, NgeeYL ou Doe Boy. Avec ses mélodies épaisses et saturées, qui pourraient être, « parfaites pour un after d’Halloween », selon le magazine The Fader, Evil World traduit les inspirations de Brodinski. Il continue également de faire la tournée des clubs dans toute l’Europe.
En 2022, Brodinski participe à la bande-originale du jeu vidéo Need For Speed : Unbound.

## Discographie

### Albums
- 2015 : Brava
- 2019 : Evil World
- 2020 : Evil World Reloaded
- 2021 : KUUGA (avec Tohji)
- 2022 : Helheim (avec Modulaw et Loota)
- 2023 : Old Nick

### Mixtape
- 2016 : The Sour Patch Kid

### Singles/EP

#### En tant que Brodinski
- 2007 : Bad Runner EP
- 2008 : Oblivion EP
- 2009 : Eurostarr (avec Mumdance)
- 2009 : Peanuts Club (avec Noob)
- 2010 : Arnold Classics
- 2011 : Bromance #1
- 2011 : Manifesto
- 2012 : Bromance #3
- 2012 : Bromance #7
- 2012 : One night stand (remix avec Canblaster)
- 2013 : Late Night Alternative (Mixtape)
- 2013 : The Purple Ride (Mixtape)
- 2013 : Bromance #11: Gimme Back The Night (feat. Theophilus London)
- 2019 : Gang (feat. Doe Boy)

#### Remixes
- Klaxons - It's Not Over Yet (Brodinski Remix) [Bugged Out]
- Adam Sky - Ape-X (Brodinski Remix) [White]
- Radioclit - Divine Gosa (Brodinski Remix) [Counterfeet]
- Das Pop - Fool For Love (Brodinski Remix) [NEWS]
- Klaxons - Atlantis to Interzone (Yuksek & Brodinski Remix)
- Bonde do Role - Office Boy (Brodinski Remix) [Domino]
- The Teenagers - Homecoming (Yuksek & Brodinski Remix)
- Alphabeat - 10,000 Nights (Brodinski & Yuksek Remix) [EMI]
- Bitchee Bitchee Ya Ya - Fuck Friend (Yuksek & Brodinski Remix) [Kitsuné]
- D.I.M. - Is You (Brodinski Remix) [Boysnoize Records]
- Heartsrevolution - CYOA (Brodinski Remix) [Iheartcomix]
- Tiga & Zyntherius - Sunglasses At Night (Yuksek & Brodinski Remix) [Turbo]
- The Subs - Papillon (Yuksek & Brodinski Remix) [Lektroluv]
- Jokers of the Scene - Acidrod (Brodinski Remix) [Fool's Gold]
- DJ Mehdi - Pocket Piano (Brodinski Remix) [Ed Banger]
- The Shoes - America (Brodinski Remix) [GUM]
- Buraka Som Sistema - Aqui Para Voces (Brodinski Remix) [Enchufada]
- Radioclit - Secousse (Brodinski Remix) [Mental Groove]
- Mixhell - Highly Explicit (Brodinski Remix) [Boysnoize Records]
- Peaches - Lose You (Brodinski & Yuksek Remix) [XL]
- Deepgroove - Annihilate (Brodinski Remix) [Underwater]
- Edu K - Flutesnoot (Brodinski Remix) [Man Recordings]
- Tony Senghore - If You Came Here (Brodinski Remix) [Horehaus]
- Monomaniax - Sexy Turismo (Brodinski Remix) [Black Frog]
- Crookers - Transilvania (Brodinski Remix) [Southern Fried]
- Tiga - Overtime (Brodinski Remix) [Turbo]
- The Aikiu - Red Kiss (Brodinski Remix) [Savoir Faire]
- Nero - Crush On You (Brodinski Remix) [MTA Records]
- Yuksek - Off The Wall (Brodinski Remix) [Savoir Faire]
- Beni - Last Night (Brodinski Remix) [Modular]
- Theophilus London - Last Name London (Brodinski Remix) [Reprise Records]
- Justice - On & On (Brodinski Remix) [Ed Banger]
- Surkin - Lose Yourself (Brodinski Remix) [Marble]
- Scissor Sisters - Only The Horses (Brodinski Remix) [Polydor]
- Gesaffelstein - Viol (Brodinski Remix) [Turbo]
- Danny Brown - Die Like a Rockstar (Brodinski Remix) [Fool's Gold]
- Sébastien Tellier - Cochon Ville (Brodinski Remix) [Record Makers]
- Miike Snow - The Wave (Brodinski Remix) [UMG]
- Far East Movement - Dirty Bass (Brodinski Remix) [Interscope]
- Skrillex & Damian Marley - Make It Bun Dem (Brodinski Remix) [OWSLA]
- Symphony Hall - One Night Stand (Brodinski & Canblaster Remix) [Marble]
- Woodkid - I Love You (Brodinski Remix) [GUM]
- Laurent Garnier - Jacques In The Box (Brodinski & Gesaffelstein Dirty Sprite Remix) [Ed Banger]
- Destructo - Higher (Brodinski Remix)
- I am who I am - Y (Brodinski Remix)
- King L - Val Venis (Brodinski Remix)
- Mai Lan - Les Huîtres (Brodinski Remix)
- Empire of the Sun - DNA (Brodinski Remix)

#### En tant que G. Vump (avec Guillaume Brière deThe Shoes)
2009
 Sha! Shtil! EP
2010
Shakira - Loca (Production et G. Vump Remix)
2011  Mixtape Nvthin Bvt A Gvxxi Thang
- Bart B More - Romane (G. Vump Remix)
- Supra1 - Still Believe (G. Vump Remix)
- Matt & Kim - Cameras (G. Vump Remix)
- Woodkid - Iron (G.Vump Remix)
- Art Nouveau - Air France (G. Vump Remix)
- Yuksek - On a Train (G. Vump Remix)
- Lana Del Rey - Born to Die (G.Vump Remix)
- Switch - I Still Love You (G. Vump Remix)
- Arnaud Rebotini - Another Time, Another Place (G. Vump Remix)

2012
- Birdy Nam Nam - Written In The Sand (G.Vump Remix)
- Jon Convex - Fade (G. Vump Remix)
- Cashmere Cat - Mirror Marru (G. Vump Remix)

2013
- Mangane - G. Vump (dans la mixtape de Brodinski 'Late Night Alternative')
- Joke - Louis XIV (Production par G. Vump)

#### En tant que The Krays
- 2010 : We Are Ready When You Are